# Welcome to Tokyo
Welcome to Tokyo - to pierwszy, studyjny album japońskiego zespołu muzycznego Shanadoo. Album na rynku pojawił się 4.12.2006 r. w Niemczech, Austrii i Japonii.

## Lista utworów
1. King Kong (Radio Edit) 3:43
2. Passion in Your Eyes 3:56
3. Guilty of Love 3:42
4. Ninja Tattoo 3:18
5. My Samurai 3:25
6. One Tear Ago 3:40
7. Just a Little Flirt 3:30
8. Give a Little Love 4:08
9. Konnichiwa 3:40
10. It's Like an Anime 3:59
11. Wake Me 3:16
12. Listen to the Rhythm 3:27
13. Closer to Heaven 4:01
14. King Kong 3:30 (wideo dostępne tylko na CD-ROM)
15. My Samurai 3:29 (wideo dostępne tylko na CD-ROM)
16. Guilty of Love 3:42 (wideo dostępne tylko na CD-ROM)
17. Guilty of Love 5:04 (wideo dostępne tylko na CD-ROM)